# Astracantha
Astracantha é um género botânico pertencente à família Fabaceae.